# Бјут (Небраска)
Бјут (енгл. Butte) град је у америчкој савезној држави Небраска.

## Демографија
По попису из 2010. године број становника је 326, што је 40 (-10,9%) становника мање него 2000. године.
| Група             | 2000.       | 2010.       |
| Белци             | 362 (98,9%) | 312 (95,7%) |
| Афроамериканци    | 0 (0,0%)    | 0 (0,0%)    |
| Азијати           | 0 (0,0%)    | 8 (2,5%)    |
| Хиспаноамериканци | 0 (0,0%)    | 3 (0,9%)    |
| Укупно            | 366         | 326         |